# Jørgen Tyge Holm
Jørgen Tyge (eller Georg Tycho) Holm (født 3. januar 1726 i Korup på Fyn, død 25. september 1759 i København) var en dansk botaniker og læge.
Holm blev cand. theol. 1746 og studerede derefter medicin og botanik. Han gjorde 1750 og 1754—57 rejser til Uppsala for at høre Linné, der betragtede ham som en særdeles lovende elev.
Efter sin hjemkomst foretog han en botanisk-økonomisk rejse til store dele af Danmark og blev 1759 udnævnt til professor i økonomi ved Naturaliekabinettet på Charlottenborg.
Det naturhistoriske museum her havde han væsentlig på grundlag af egne indsamlinger selv anlagt. Hansen nåede kun at levere få og mindre, botaniske arbejder.